# Mesembryanthemum spinuliferum
Mesembryanthemum spinuliferum är en isörtsväxtart som beskrevs av Adrian Hardy Haworth. Mesembryanthemum spinuliferum ingår i Isörtssläktet som ingår i familjen isörtsväxter. Inga underarter finns listade i Catalogue of Life.